# Große Wilde
Die Große Wilde, im Oberlauf Schmale Lude, ist einer der Quellflüsse der Thyra. Der Sprechenbach ist ein Zufluss im Oberlauf.
In der Altstadt von Stolberg entsteht aus dem Zusammenfluss mit den beiden Gebirgsbächen Lude und Kleine Wilde die Thyra.
Der Rieschengraben führte von 1745 bis 1910 Wasser aus der Schmalen Lude in das Unterharzer Teich- und Grabensystem, wo mit dem Ludewasser der Möllerteich aufgestaut wurde und das Wasser folgend in den Schindelbrücher Kunstgraben geleitet werden konnte.